# Robert Agostinelli
Pour les articles homonymes, voir Agostinelli.
Robert Agostinelli, né le 21 mai 1953 à Rochester (New York), est un homme d'affaires américain d'origine italienne, fondateur de la société de capital-investissement Rhône Group, membre du Council on Foreign Relations (CFR) et membre fondateur de Friends of Israel Initiative.

## Biographie

### Formation
Robert Agostinelli est diplômé d'un B.A. du St John Fisher College et d'une M.B.A. de la Columbia Business School.

### Carrière de banquier
Banquier d'affaires chez Goldman Sachs, Robert Agostinelli dirige l'activité de fusions et acquisitions à l'échelle internationale pour cet établissement, avec lequel il met en place une association avec la banque d'affaires française Lazard Frères, dans les années 1980. Il a été envoyé à Londres pour le compte de cette dernière, avec Antoine Bernheim, qui officiait à New-York pour Lazard Frères, sous la direction de l'Américain Franck Zarb.
A Londres, il "s'est présenté comme le futur homme providentiel" de la banque française au moment où elle souhaitait se renforcer outre-Manche. Il est devenu très ami avec Nicolas Sarkozy avec qui il a des points communs comme l'énergie et le goût de la séduction.
Il est ensuite passé par l'Union bancaire privée (UBP), une banque genevoise.

### Carrière d'investisseur
Dans les années 2000 et 2010, dirige le fonds d'investissement Rhône Group, dont il est le fondateur, avec l'Américain Steve Langman, un autre ancien  de Lazard Frères, où il a accueilli d'autres anciens collègues de la banque d'affaires franco-américaine.

## Famille
Son épouse Mathilde Agostinelli (née Mathilde Favier), demi-sœur de la joaillière Victoire de Castellane et responsable de la communication de Prada France, a été sa deuxième épouse. Elle est une amie de Cécilia Ciganer (devenue ensuite Cécilia Attias, qui était alors la femme du président de la République de 1997 à 2009).
Robert Agostinelli fit partie des convives de la réunion du Fouquet's du 6 mai 2007 qui célébrait l'élection de Nicolas Sarkozy à la présidence de la République française et lui a loué trois mois après la villa de Wolfeboro, aux Etats-Unis, où ce dernier a passé ses vacances ,, via son beau-frère Pierre-Jérôme Hénin, porte-parole adjoint de l'Elysée.
Il se remarie en 2010 avec Rosalie van Breemen, ex-compagne de l'acteur de cinéma français Alain Delon de 1987 à 2001 et épouse d'Alain Afflelou, entrepreneur français, de 2002 à 2008. Ils divorcent en 2013.
En 2014, il a engagé une bataille judiciaire contre son ex-fiancée Charlotte Lucas, exigeant qu'elle lui rende la bague de fiançailles qu'il lui avait offerte.